# David Pommer
Pour les articles homonymes, voir Pommer.
David Pommer, né le 8 mars 1993, est un spécialiste autrichien du combiné nordique.
En 2017, il a réalisé un podium par équipe en coupe du monde et il a participé aux championnats du monde dans les deux épreuves individuelles.

## Biographie

### Débuts
En 2008, il commence à participer à la Coupe OPA. Lors de l'hiver 2010-2011, il réalise son premier podium individuel en Coupe OPA à Chaux-Neuve. Il se classe 11e du classement général de la compétition qui est remporté par Samuel Costa. Lors de ce même hiver, il remporte dans la catégorie des juniors le championnat d'Autriche, la coupe d'Autriche, ainsi que le championnat du Tyrol. Il commence la saison 2011-2012 par deux victoires en coupe d'Autriche. Le 5 février 2012, il termine 5e d'une compétition de la Coupe OPA à Kranj ce qui lui permet d'être sélectionné pour les Championnats du monde junior 2012 à Erzurum. Il remporte avec Franz-Josef Rehrl, Alexander Brandner et Philipp Orter la médaille d'or dans la compétition par équipes. L'équipe autrichienne a fait la course en tête et s'impose finalement devant l'Allemagne et l'Italie. Lors de l'été 2012, il participe pour la première au Grand prix d'été où il signe notamment une 13e place à Oberwiesenthal.

### Arrivée en coupe du monde et blessures
Lors de l'hiver 2012-2013, il fait sa première apparition en coupe du monde. Il signe ensuite son premier podium en coupe continentale à Örnsköldsvik. Lors de l'été 2013, il participe pour la deuxième fois au Grand prix d'été et il parvient à signer une 17e place à Villach puis il termine 3e des championnats d'Autriche. Il commence l'hiver suivant par une 34e place à Ramsau am Dachstein. Il participe ensuite à la coupe continentale et il se classe 11e du classement général de la compétition.
Il manque l'intégralité de la saison 2014-2015, en raison d'une blessure au genou. Il revient à la compétition lors du Grand Prix d'été 2015 où il se classe deuxième du sprint par équipes de Oberwiesenthal avec Mario Seidl. Lors de la saison 2015-2016, il marque ses premiers points en coupe du monde et il termine 37e du classement de la compétition. Lors de l'été 2016, il se fracture la clavicule. Lors de l'hiver 2016-2017, il commence la saison par un podium par équipes à Lillehammer. Ensuite, il signe son meilleur résultat individuel, une quatrième place, lors de la première course du Seefeld Triple. En mars 2017, il participe à deux courses des championnats du monde de ski nordique 2017.
En mai 2017, il se blesse à la main et maigri afin d'être plus performant en saut à ski,. Lors du début de la saison 2017-2018, il signe des performances en demi-teinte car il a des douleurs récurrentes à un genou. Il décide de se faire opérer en décembre 2017 et il doit observer six semaines de repos ce qui lui fait manquer les Jeux olympiques,.
Fin 2018, il arrête sa carrière en raison de blessures à répétition.

## Palmarès

### Championnats du monde
| Épreuve / Édition | Épreuve / Édition | Lahti 2017 |
| ----------------- | ----------------- | ---------- |
| Gundersen         | PT                | 16e        |
| Gundersen         | GT                | 8e         |
| Par équipes       | PT                | —          |
| Par équipes       | GT                | —          |

### Coupe du monde
- Meilleur classement général : 21e en 2017.
- Meilleur résultat individuel : 4e.
- 1 podium par équipes.

Palmarès au 30 décembre 2017.

#### Différents classements en Coupe du monde
| Année     | Classement général final |
| --------- | ------------------------ |
| 2015-2016 | 37e                      |
| 2016-2017 | 21e                      |
| 2017-2018 | 47e                      |

### Grand Prix d'été
En 2015, il a réalisé un podium (2e) dans l'épreuve par équipes avec Mario Seidl.
| Année | Classement général final |
| ----- | ------------------------ |
| 2012  | 36e                      |
| 2013  | 22e                      |
| 2015  | 12e                      |
| 2017  | 30e                      |

### Coupe continentale
Il signe son premier podium dans cette compétition en 2013 à Örnsköldsvik. En décembre 2015, il commence la coupe continentale par deux podiums et une deuxième place à Soldier Hollow.
| Année     | Classement général final |
| --------- | ------------------------ |
| 2011-2012 | 68e                      |
| 2012-2013 | 17e                      |
| 2013-2014 | 11e                      |
| 2015-2016 | 12e                      |

### Championnats du monde junior
| Épreuve / Édition    | Épreuve / Édition    | Erzurum 2012 |
| -------------------- | -------------------- | ------------ |
| Gundersen individuel | Gundersen individuel | 16e          |
| Sprint               | Sprint               | 12e          |
| Par équipe           | Par équipe           | 1re          |

### Championnat d'Autriche
Il a réalisé trois podiums lors des championnats d'Autriche de combiné nordique (de). Il a terminé troisième de la course sur le grand tremplin en 2014. Il a également obtenu deux podiums en 2017 : 3e sur le petit tremplin et 2e sur le grand tremplin.